# خلبان یک
خلبان یک یا خلبان فرمانده خلبانی است که مسئولیت پرواز و ایمنی هواگَرد را در طول پرواز بر عهده دارد.
اگر یک خلبان دارای گواهی پرواز در هواپیما باشد او را خلبان یا خلبان یک می‌نامند اما اگر در خدمه پرواز دو یا سه خلبان حضور داشته باشند، خلبان یک را کاپیتان می‌نامند.
اگر به هنگام پرواز هرگونه مقرراتی نقض شود مقام‌های مربوطه نخست به خلبان فرمانده رجوع کرده و از او طلب پاسخگویی می‌کنند.